# Balai Pungut
Balai Pungut is een bestuurslaag in het regentschap Bengkalis van de provincie Riau, Indonesië. Balai Pungut telt 1602 inwoners (volkstelling 2010).